# Blang Bengkik
Blang Bengkik is een bestuurslaag in het regentschap Gayo Lues van de provincie Atjeh, Indonesië. Blang Bengkik telt 772 inwoners (volkstelling 2010).